# Tore Hansen
Tore Hansen (* 6. Februar 1978) ist ein norwegischer Fußballschiedsrichter.
Hansen leitet seit 2011 Spiele in der norwegischen Eliteserien und hatte in dieser bislang bereits über 240 Einsätze.
Von 2013 bis 2022 stand Hansen auf der Liste der FIFA-Schiedsrichter und pfiff internationale Fußballspiele, darunter Spiele in der Qualifikation zur Champions League, zur Europa League und zur Europa Conference League sowie diverse weitere Qualifikations- und Freundschaftsspiele.
Bei der U-19-Europameisterschaft 2014 in Ungarn leitete Hansen zwei Spiele in der Gruppenphase.
Hansen leitete mehrere Finalspiele im norwegischen Vereinsfußball. Am 20. November 2016 pfiff Hansen das Finale des Norwegischen Fußballpokals 2016 zwischen Kongsvinger IL und Rosenborg Trondheim (0:4). Am 20. Mai 2023 leitete er das Finale des Norwegischen Fußballpokals 2022 zwischen Brann Bergen und Lillestrøm SK (2:0).